# Pseudastacus
Lo pseudastaco (gen. Pseudastacus) è un crostaceo estinto, appartenente ai decapodi. Visse nel Giurassico superiore (circa 150 milioni di anni fa) e i suoi resti fossili sono stati ritrovati in Germania.

## Descrizione
Questo crostaceo era lungo poco più di 5 centimetri, e l'aspetto era molto simile a quello di un gambero di fiume attuale. Il corpo era piuttosto allungato, ricoperto da un carapace ornato da solchi e da un fitto sistema di piccoli tubercoli. La parte anteriore del carapace si protendeva in un paio di strutture allungate e appuntite poste sopra gli occhi, dotate di una serie di piccole spine inferiori. Il primo paio di appendici toraciche era molto allungato e forte, fornito di due lunghe chele ulteriormente strette e allungate.

## Classificazione
Pseudastacus venne descritto originariamente nel 1839 da Muenster, sotto il nome di Bolina pustulosa, sulla base di fossili provenienti dal giacimento di Solnhofen. Solo successivamente Oppel, nel 1861, attribuì correttamente i fossili a un nuovo genere, Pseudastacus appunto. Come indica il nome, questi animali avevano una stretta parentela con gli astacidi, o gamberi di fiume, ma conservano alcune caratteristiche primitive.
Di Pseudastacus si conoscono due specie, entrambe del Giurassico superiore tedesco: P. pustulosus, la specie tipo, e P. minor. Altri resti fossili provenienti dal Cretaceo del Libano e attribuiti originariamente a Pseudastacus sono stati in seguito interpretati come fossili di altri generi di crostacei, come Homarus e Carpopenaeus. Nel 1862 Oppel descrisse un'altra specie del Giurassico tedesco, P. muensteri, sulla base di alcune differenze rispetto a P. pustulosus: la nuova specie era più piccola e possedeva chele più sottili. Studi più recenti hanno determinato che le differenze tra i due animali sono dovute in realtà a un esempio di dimorfismo sessuale: si suppone che la forma più grande (P. pustulosus) fosse il maschio, e che P. muensteri fosse la femmina. Altri crostacei ritrovati a Solnhofen mostrano lo stesso tipo di dimorfismo sessuale, come Mecochirus e Cycleryon.